# Marvel Zombies
Marvel Zombies — ограниченные серии комиксов издательства Marvel Comics, которые выходили с декабря 2005. В них представлены зомби-версии супергероев Вселенной Marvel, которые были изображены как протагонисты и как антагонисты. Сюжет стартует с момента, когда на Землю приходит вирус, превращающий супергероев и некоторых людей в зомби.
Основное действие происходит во вселенной Земля-2149 (англ. Earth 2149) Мультивселенной Marvel.

## Сюжет
Из-за вспышки эпидемии неизвестного вируса супергерои вселенной Marvel превратились в живых мертвецов. После того, как зомби истребили практически всё человечество и, соответственно, запас пищи для них иссяк, Рид Ричардс придумал, как заманить свою копию из другого измерения в ловушку. Из-за Магнето, который оказался незаражённым, план Рида провалился.
Также в комикс-серии «Кошмар» (Земля-1610) Ужасающая четвёрка (зомби-альтернатива Фантастической четвёрки) ворвалась в здании Бакстера, однако Доктор Дум вместе с Ридом Ридчардсом предотвратили страшные события.

## Награды
Лучший комикс 2006 года по версии Scream Awards.

## Основные серии

### Ultimate Fantastic Four
В арке «Кроссовер» с Ридом Ричардсом из Ultimate вселенной связывается другой Рид Ричардс, из параллельной вселенной, который очень похож на Рида Ричардса из оригинальной вселенной 616. Ричардс говорит, что есть проблема, с которой могут справится только несколько Ричардсов и Рид из Ultimate вселенной строит межпространственный портал, чтобы попасть в его вселенную, но оказывается, что его обманули. На той стороне его встречает Фантастическая Четверка-Зомби. Спустя какое-то время он встречает Магнето из той вселенной и узнает, что попал в мир, зараженный неким вирусом, который превратил всех героев в зомби и осталось буквально несколько десятков выживших. Магнето помогает Риду и выжившим спастись от зомби-героев, но при этом ему приходится остаться с другой стороны портала где его находят и съедают другие мертвецы.

### Marvel Zombies
Marvel Zombies — серия комиксов из пяти выпусков издательства Marvel Comics, которая выходила с декабря 2005 по апрель 2006 года. Автор сценария — Роберт Киркман, художник — Шон Филлипс, автор обложек — Артур Суйдем. Сюжет стартует с момента, когда на Землю приходит вирус, превращающий людей и некоторых супергероев в зомби.

### Marvel Zombies: Dead Days
Укушенный Человек-паук возвращается домой после событий первого номера Marvel Zombies vs. Army of Darkness. Паук окончательно превращается в зомби и съедает родных. 

Тем временем зомби-«Мстители» заражают других героев и пожирают прохожих. Ник Фьюри начинает эвакуировать выживших на авианосец Щита (англ. S.H.I.E.L.D.) и собирает ещё живых супергероев. Тони Старк и Рид Ричардс начинают строить портал в другое измерение, чтобы отправить туда всех выживших и сбежать из мира зомби. Но Рид Ричардс, который ещё не пришёл в себя после гибели детей, заражает всю четвёрку. В свою очередь инфицированная «Фантастическая четвёрка» заражает Тони Старка и следует за Фьюри. Ник Фьюри перед гибелью приказывает Тору уничтожить портал для спасения, и зомби-«Четвёрка» заражает оставшихся героев и съедает Фьюри. Планета заражена, а Ричардс решает построить новый портал.

### Marvel Zombies vs. The Army of Darkness
События серии происходят до Dead Days и параллельно серии Marvel Zombies. Эш Уильямс попадает во вселенную Marvel Zombies за день до начала основных событий серии. Очнувшись в мусорном баке, Эш встречает бездомную женщину, которая говорит ему о скором нашествии армии тьмы. Пройдя чуть дальше, Эш застаёт Сорвиголову, сражающегося с суперзлодеем, и, не поняв ситуации, помогает оппоненту Сорвиголовы победить. Поняв, что нашествие зомби уже близко, Эш пытается предупредить Мстителей, но те не верят в это, однако вскоре все они застают зомби-Часового, поедающего людей и других героев. Заражение распространяется. Зомби, загнав Эша в тупик, решают, кто съест его в первую очередь, но неожиданно на помощь Эшу приходит Человек-паук. Подобрав Эша, Паркер сбегает, но, к сожалению, напрыгнувший на него Полковник Америка заражает героя (после этого начнутся события Dead Days). Паук оставляет Эша на крыше высотного здания, а сам улетает. Безоружный Эш, встретив Карателя, отдавшего ему сумку с оружием, пользуется ситуацией и, когда дорога становится свободной, оставляет Фрэнка на растерзание, а сам пытается убежать от зомби-героев и, уже выйдя из здания, встречает Ослепительную, на которую напал инфицированный Зимний Солдат. Освободив её, они отправляются к Доктору Стрэнджу, но потерявшего внимание Эша внезапно омертвляет инфицированный Говард-утка и съедает мозг. Однако оказывается, что Говард-утка съел Эша из вселенной Marvel Zombies, а в это же время настоящий Эш разрезает Говарда пополам и вместе с Ослепительной и подоспевшей Алой ведьмой отправляется спасать остальных выживших. В ходе своей миссии по спасению людей он оказывается в замке Доктора Дума, который создал машину по перемещению латвериан в другую вселенную для спасения выживших. В это время зомби-герои поедают население Земли, постепенно подходя и к замку Дума. В ходе сражения за замок зомби заражают самого Виктора, и он, пока ещё окончательно не превратившийся в зомби, пока призванная армия тьмы сражается с заражёнными героями и злодеями, отправляет всех латвериан вместе с Эшем в другие вселенные и разрушает машину для перемещения, попросив идти дальше. Эш перемещается последним, но, как на зло, попадает в измерение, которое заполнено супергероями-оборотнями. Но как известно, он спасся и из этой вселенной, и вернулся в свою родную вселенную.

### Marvel Zombies 2
Спустя сорок лет после того, как покинули Землю, зомби с космической энергией систематически пожирали всю другую жизнь в своей вселенной, а также заразили зомби-чумой Титана Таноса, мутанта Феникса, воина-Ши'ара Гладиатора и бывшего Вестника Галактуса, Повелителя огня. Затем они решают вернуться на Землю и восстановить межпространственный портал, который Магнето разрушил сорок лет назад, в надежде найти больше еды. По пути на Землю они встречают Эго, живую планету. Удивленные тем, что существует живая планета, зомби без колебаний сожрали его.
На Земле пожилая версия Черной Пантеры правит выжившими людьми в Новой Ваканде, но он ведет борьбу за власть с новым поколением Аколитов, командой суперзлодеев-мутантов, восхваляющих Магнето, и их лидером, Малькольмом Кортесом, разочаровавшимся сыном Фабиана и Кортесом, старого друга Т'Чаллы. Убийца-послушник нападает на Пантеру во сне и почти выпотрошивает его, но Пантера спасен от смерти Осой, которая остается зомби, но теперь излечена от голода, когда она намеренно заражает его, ради "спасения". Пожирая убийцу, двое пытаются справиться с голодом, в то время как космические зомби продолжают свое приближение к Земле. Во время своего межзвездного путешествия на Землю Человек-Паук и Люк Кейдж постепенно теряют голод и снова начинают действовать рационально. Человек-гигант хочет начать «программу разведения», чтобы создать больше пищи для людей. Битва начинается из-за нового понимания Человека-паука и Люка Кейджа, зная, что то, что они сделали, неправильно теперь, когда их голод улегся достаточно, чтобы позволить им мыслить рационально.
Люди воздвигают непреодолимый барьер, и большинство зомби с космической силой снаружи пытаются найти путь внутрь. Внутри барьера Человек-паук и Люк Кейдж помогают убить Гладиатора. Из-за этого люди завоевывают доверие к ним и восстанавливают свои травмы, полученные в битве с Гладиатором (разорванный торс Человека-паука и кибернетическая нижняя половина тела Люка Кейджа). Затем Человек-паук показывает, что другие зомби ищут пространственный телепорт, который, как говорят, хранится на базе. Зная, что без устройства зомби не уйдут, герои готовятся к следующему сражению. При этом Рейнольдс показывает, что он раскрыл полковника Америку с частично функционирующем мозге и встроил его в тело покойного и зомбированного сына Т'Чаллы, Т'Чанны, создав бредового, ненасытного полковника Америку. Разъяренная Черная Пантера нападает на Рейнольдса за это, но вскоре смягчается, видя его край в жестокости, хотя он отказывается простить Рейнольдса за это преступление.
Тем временем, в здании Бакстера Человек-Гигант и его команда обыскивают здание в поисках устройства, сражаясь с системами защиты Фантастической четверки, но безрезультатно, они не могут его найти. Железный Человек, увидевший Форджа в его оригинальной броне Железного Человека ранее, когда он обыскивал руины Старк Интернэшнл, приходит к выводу, что он, должно быть, также активировал системы защиты внутри здания и захватил портал. Помня об этом, Человек-Гигант ведет свою команду обратно в Новую Ваканду, чтобы забрать устройство.
Команда Человека-гиганта прибывает за пределы Новой Ваканды, где их ждут Черная Пантера, Люк Кейдж, Оса, Соколиный глаз и Человек-паук. Пантера предлагает бартер; передача устройства в обмен на спасение жителей Новой Ваканды. Хэнк и Тони соглашаются, и силовое поле понижается. Однако вскоре их обманывают, когда команда Черной Пантеры вступает в бой с Человеком-гигантом. Зомби-гиганты берут верх, а Железный человек получает доступ к базе людей, готовясь полакомиться оставшимися людьми, но их встречает полковник Америка, вместе с кузницей в оригинальной броне Железного человека и остальных послушников. Человек-гигант и остатки его команды врываются на объект и атакуют безопасную комнату, в которой находятся оставшиеся мирные жители. Однако, поскольку Человек-Гигант собирается полакомиться женой Черной Пантеры, Лизой, затем Человек-Гигант убеждает зомби, что их голод действительно прошел, и, пока он добивается успеха, их прерывает разъяренный и голодный Халк. Халк убивает нескольких зомби (Феникс, Повелитель Огня, Соколиный глаз и Железный Человек), когда они пытаются помешать ему съесть оставшихся людей. Рейнольдс, влюбившись в Осу и полагая, что она мертва, предлагает себя съесть Халку, чтобы остановить буйство Халка, с верой в то, что уже потеряно смысл жизни. Халк поглощает Рейнольдса, а затем возвращается к Баннеру, который просит, чтобы его убили выжившие, чтобы Халк никогда не вернулся.
3 недели спустя зомби помогают оставшимся людям в восстановлении и ремонте Новой Ваканды. Затем они держат памятник Железному Человеку, Повелителю Огня, Фениксу и Соколиному Глазу за их жертвы во время неистовства Халка.
Позже зомби вызываются на встречу с Малкольмом, чтобы обсудить использование межпространственного портала для транспортировки оставшихся людей в другую вселенную. Тем не менее, Малькольм показывает, что он намеренно саботировал устройство, чтобы оно не работало, утверждая, что он никогда не хочет знать, что такое цивилизация, и что ему понравится управлять Новой Вакандой в одиночку. Затем он объявляет, что будет избавляться от зомби, чтобы они не помешали его планам, а также показывает, что он убил сына Т'Чаллы, Т'Чанну, и что однажды рано или поздно он убьет внука Т'Чаллы. Затем Малькольм активирует машину, и зомби отправляются в другое измерение.
Затем приходит Фордж и противостоит Малкольму из-за его действий, но Малкольм сбивает его с толку, и тот заявляет, что теперь они проблема для других.

## Коллекционные издания
- Marvel Zombies (включает Marvel Zombies #1-5, твёрдая обложка, август 2006, ISBN 0-7851-2277-X)
- Marvel Zombies (включает Marvel Zombies #1-5, мягкая обложка, октябрь 2007, ISBN 978-0-7851-2014-8)

- Marvel Zombies: Dead Days (включает Ultimate Fantastic Four #21-23 и #30-32 , «Marvel Zombies: Dead Days» и Black Panther (vol. 3) #28-30,[1] апрель 2008, ISBN 0-7851-3232-5, мягкая обложка, февраль 2009, ISBN 0-7851-3563-4)
- Marvel Zombies: The Covers (автор Артур Садам, ноябрь 2007, ISBN 0-7851-2908-1)
- Marvel Zombies 2
- Marvel Zombies 3
- Marvel Zombies 4
- Marvel Zombies Return
- Marvel Zombies 5
- Marvel Zombies Supreme
- Marvel Zombies: Christmas Carol
- Marvel Zombies: Destroy
- Marvel Zombies: Halloween